# Ducats arrel
Els ducats arrels (de l'alemany Stammesherzogtum, literalment "ducat tribal") foren territoris que van constituir el Regne Franc Oriental, o el futur Regne d'Alemanya. Tot i que en el futur es convertirien en ducats, el nom no fa referència a una regió administrativa amb fronteres definides sinó als territoris habitats per les tribus germàniques principals. Els historiadors distingeixen entre dos grups de ducats arrel: els "ducats arrel vells" (segles VI-VII) i els "ducats arrel joves" (segles IX-XII).

## Ducats arrel vells
Els ducats arrels vells eren les regions habitades per tribus germàniques que havien acceptat el vassallatge al Regne Franc. Eren entitats relativament independents governades per natius, que havien rebut el títol romà de dux. Tots ells van ser dissolts durant el regnat dels primers carolingis a partir de mitjans del segle VIII.
- Alamània: els alamans van quedar sota domini franc el 539 i van ser governats per diversos ducs fins al 746, en què el majordom Carloman va dissoldre el ducat.
- Baviera: els bàvars van quedar sotmesos als francs vers l'any 550, i van ser governats per la família giolfing fins al 788, en què Carlemany va deposar el darrer duc.
- Saxònia: els saxons eren associats dels francs durant l'etapa merovíngia, però van ser sotmesos per Carlemany durant les guerres saxones (772-804).

## Ducats arrel joves

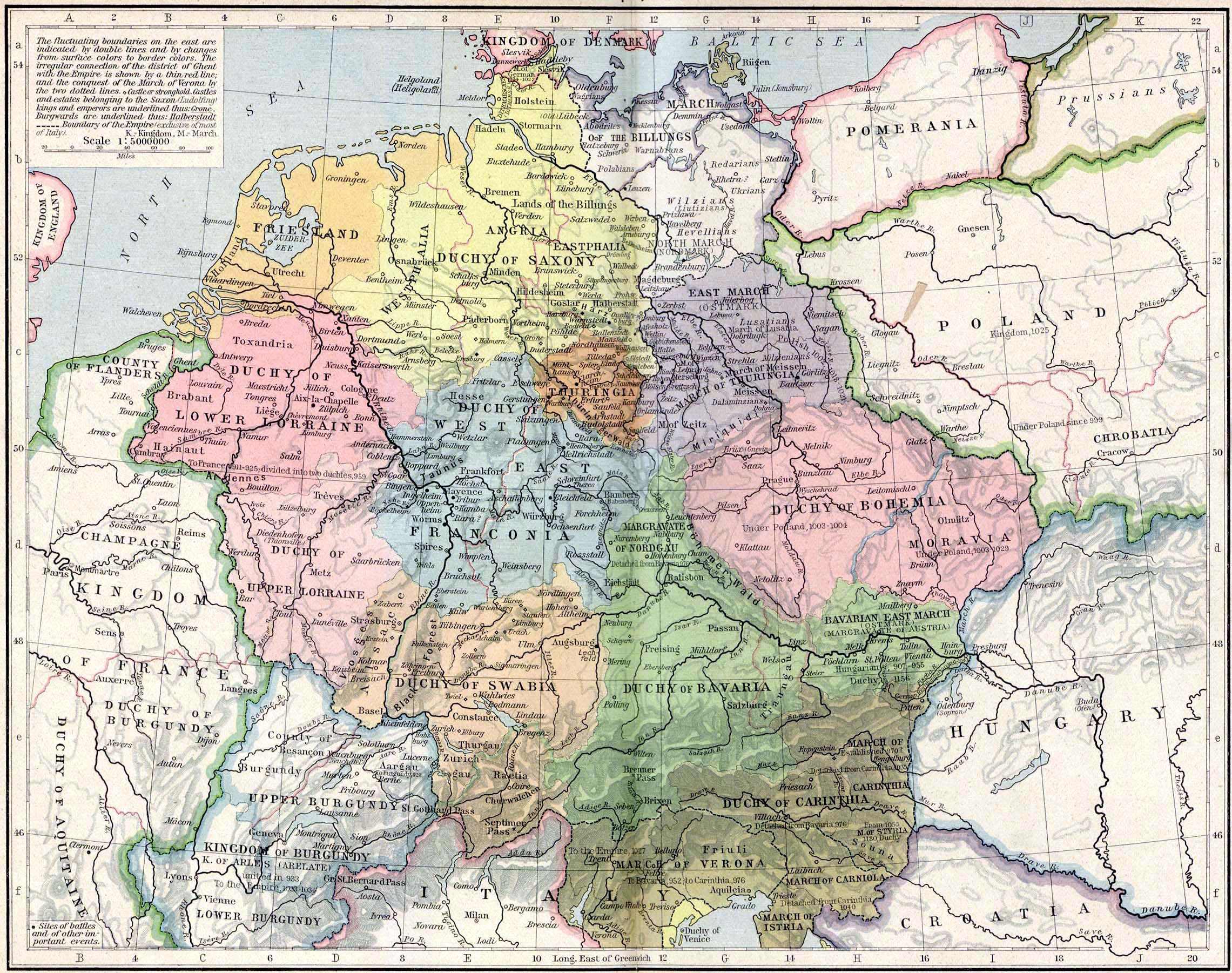
Fronteres dels cinc ducats arrel joves del Regne Franc Oriental: Saxònia (groc), Francònia (blau), Baviera (verd), Suàbia (taronja) i Lotaríngia (rosa).

- Ducat de Saxònia (880-1180): la posició de duc va ser ocupada per la família Liudolfing, que van passar a ser reis d'Alemanya el 919. Posteriorment van ser ducs els Billungs i a partir de 1137 els Welfs. Amb la caiguda del duc Enric el Lleó el 1180 el ducat fou desmantellat en tres parts més petites: Westfàlia, Brunswick i el ducat de Saxònia de l'Elba.
- Ducat de Francònia (906-939): la família conradina, pròxima a la cort reial, va aconseguir el poder a Francònia però mai va aconseguir unificar la regió. Van esdevenir reis d'Alemanya el 911, però van haver de cedir la corona als luidolfings saxons. Després d'una revoltar-se, els conradins van ser deposats i els ducat va passar a formar part de les terres reials.
- Ducat de Baviera (907-1180): la família Luitpolding, responsables de la defensa de la Marca de Caríntia, van esdevenir ducs. Van ser succeïts pels welfs, que s'embrancaren en una disputa amb els reis Hohenstaufen que van acabar amb Àustria (el 1156), Estíria i el Tirol (1180) quedant excloses del ducat. Les terres que restaren van ser entregades als Wittelsbach.
- Ducat de Suàbia (909-1268): inicialment propietat dels Hunfridings, el ducat va passar per les mans de moltes famílies fins a l'arribada dels Hohenstaufen el 1079. El seu ascens al tron germànic van convertir Suàbia en el centre del regne, però la caiguda dels Hohenstaufen el segle xiii van acabar amb la divisió del ducat entre els Wittelsbach, Württemberg i els Habsburg.
- Ducat de Lotaríngia (903-959): sense una identitat tribal concreta i fruit de la divisió de l'imperi carolingi, la Lotaríngia va anar canviant de mans entre els regnes francs oriental i occidental fins que el 939 quedà afermada al regne germànic. El 959 el ducat es dividí entre l'Alta Lotaríngia (que es convertiria en el Ducat de Lorena) i la Baixa Lotaríngia (que es fragmentaria en més territoris).